# 大蕃 (渤海国)
大蕃（?—?），渤海国宗室大臣。大氏。第二世渤海武王大武艺之子，文王大钦茂之弟。
仁安十六年（735年，唐玄宗开元二十三年）一作仁安十七年（736年，唐玄宗开元二十四年），大蕃奉父大武艺之命朝贡唐朝，唐玄宗任命他为太子舍人员外。大興六年（743年，唐玄宗天宝二年）七月，大钦茂派遣大蕃出使唐朝，唐玄宗进封他为左领军卫员外大将军，留侍宿卫。